# Trelleborg (fortezza vichinga)

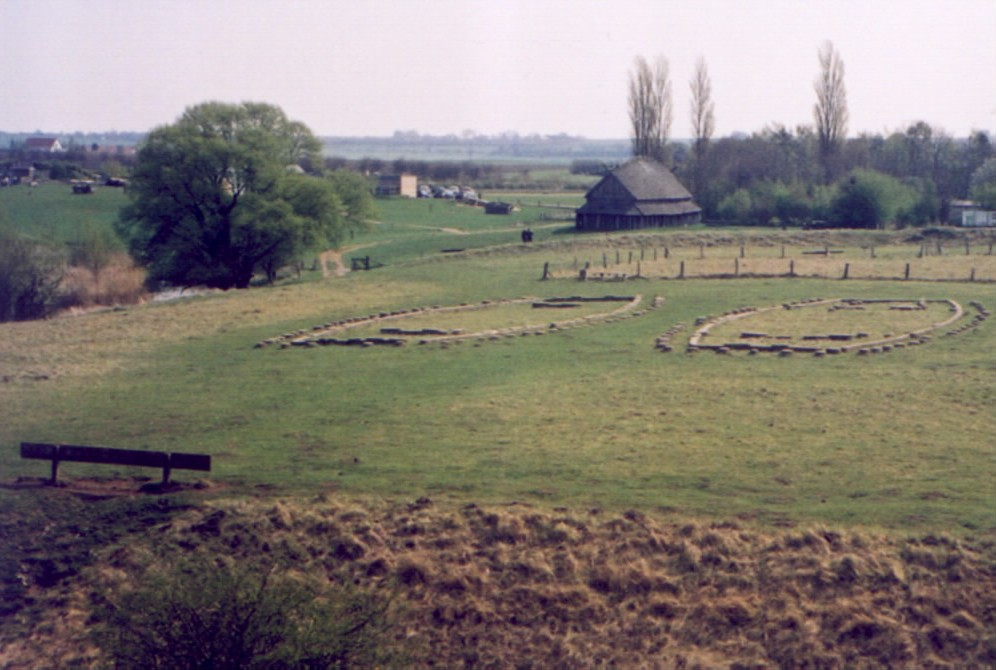
Foto scattata dalla cima delle mura di Trelleborg (Slagelse)

Trelleborg è un termine che indica sei fortezze circolari di epoca vichinga, situate in Danimarca e in Svezia meridionale. Cinque di loro sono state datate al regno di Aroldo Dente Azzurro di Danimarca (morto nel 986). La fortezza di Borgeby è stata datata attorno all'anno 1000, quindi è possibile che sia stata costruita dallo stesso re.
Questo genere di fortificazioni viene chiamato col nome del primo esemplare scoperto, a Trelleborg nei pressi di Slagelse, scavato nel 1936-1941. Tutti i trelleborg hanno una forma perfettamente circolare. Questa struttura poteva anche essere parzialmente attorniata da un bastione avanzato, non necessariamente circolare.

## Elenco dei trelleborg conosciuti

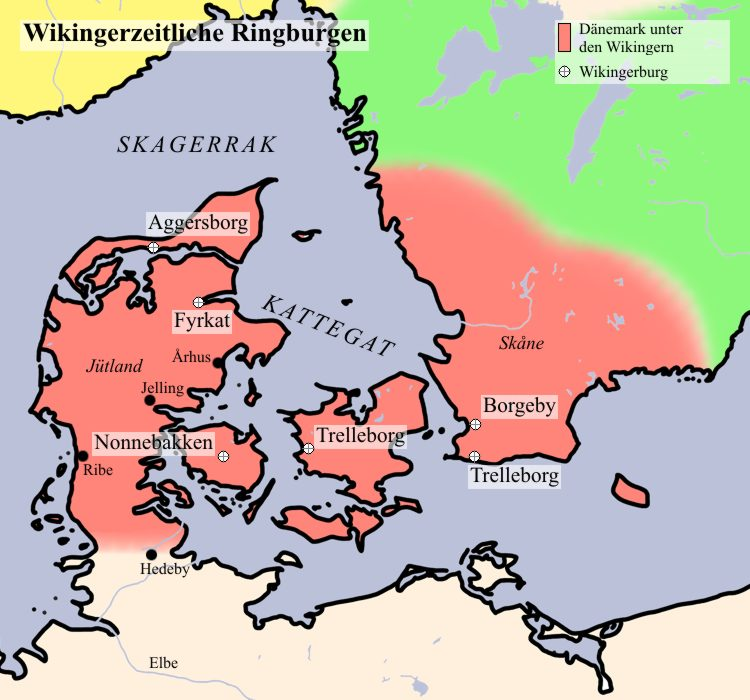
Siti delle fortezze ad anello vichinghe

- Aggersborg nei pressi di Limfjorden, Danimarca.
- Borgeby a nord di Lund a Lödde Å in Scania, attuale Svezia.
- Borrering nei pressi di Lellinge, Danimarca.
- Fyrkat nei pressi di Hobro, Danimarca.
- Nonnebakken ad Odense, Danimarca.
- Trelleborg nei pressi di Slagelse, Danimarca.
- Trelleborg a Trelleborg, Scania, attuale Svezia.

Tradizionalmente il termine Trelleborg è stato tradotto in fortezza costruita dagli schiavi (il termine danese per schiavo è træl), ma il termine "trel" (plurale trelle) è una spiegazione più plausibile. Quest'ultima versione fa riferimento alle doghe di legno che coprivano entrambi i lati delle mura circolari.
Il 17 settembre 2023 le cinque fortezze ad anello situate in Danimarca sono state iscritte nella Lista dei patrimoni dell'umanità dell'UNESCO dalla quarantacinquesima sessione del Comitato del patrimonio mondiale riunito a Riad.

## Paragone delle sei fortezze
| Nome                    | Diametro interno | Diametro dei bastioni | Numero di case | Lunghezza delle case |
| ----------------------- | ---------------- | --------------------- | -------------- | -------------------- |
| Aggersborg              | 240 m            | 11 m                  | 48             | 32.0 m               |
| Borgeby                 | 150 m            | 15 m                  |                |                      |
| Borrering               | 122 m            | 10–11 m               |                |                      |
| Fyrkat                  | 120 m            | 13 m                  | 16             | 28.5 m               |
| Nonnebakken a Odense    | 120 m            |                       |                |                      |
| Trelleborg a Slagelse   | 136 m            | 19 m                  | 16             | 29.4 m               |
| Trelleborg a Trelleborg | 125 m            |                       |                |                      |

Le fortezze ad anello ed il contemporaneo ponte sul Ravning Enge/Vejle Å (fiume Vejle), assieme ai ponti minori costruiti a Selandia (ponte Bakkendrop tra Gørlev Tissø e ponte Risby a Præstø) e Lolland (sul fiume Flintinge), si differenziano in modo netto dalle altre strutture di epoca vichinga. A differenza delle altre fortezze ad anello del tempo, quelle che seguono il modello di Trelleborg sono costruite su un piano geometrico e misurate in piedi romani. Il fondo dei fossati è un altro degli elementi ereditati dagli antichi Romani.

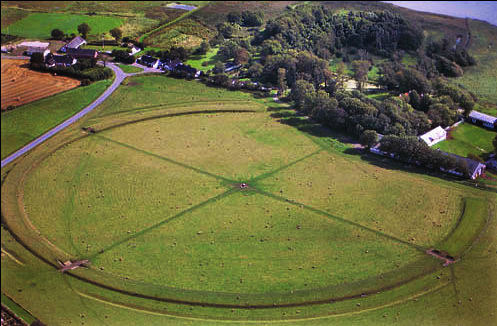
Fortezza ad anello di Aggersborg

Le cinque fortezze hanno schemi simili, "perfettamente circolari con portoni ai quattro angoli della terra, ed una corte interna divisa in quattro aree che contengono grandi case poste secondo uno schema quadrato".
Nonostante le ricerche non sono state trovate opere simili nel resto dell'Europa. Sulle coste olandesi e belghe vi sono castelli rotondi con qualche aspetto in comune, e sull'isola di Walcheren vi sono i resti di un castello con porte ai quattro punti cardinali, comprensivo di strade. Fortezze simili si trovano in Inghilterra. Solitamente queste fortezze vengono datate al tempo della conquista romana della Britannia celtica, e sono andate in rovina secoli prima della costruzione delle fortezze vichinghe.
La datazione effettuata con la dendrocronologia ha permesso di capire che il legno usato nella costruzione del Trelleborg di Slagelse era stato tagliato nell'autunno del 980, e che quindi era stato presumibilmente usato per la costruzione nella primavera del 981. La veloce costruzione e la mancanza di segni di manutenzione indicano un uso breve degli edifici, probabilmente circa cinque anni e difficilmente più di venti. Gli altri trelleborg risalgono circa allo stesso periodo. Fyrkat potrebbe essere leggermente più vecchio, e Aggersborg più giovane. Non è stato trovato materiale a sufficienza negli altri siti per una precisa datazione, ma l'aspetto dei trelleborg di Slagelse, Fyrkat, Aggersborg, Nonnebakken ad Odense e della moderna Trelleborg svedese sono talmente simili da far credere che siano stati concepiti dalla stessa persona.
Attorno al 974 il re vichingo danese Aroldo I perse il controllo del Danevirke e di parte del Jutland meridionale a favore dei Germani. L'intero complesso di fortificazioni, ponti e strade costruiti attorno al 980, secondo alcuni sarebbero opera di Aroldo, e parte di un più ampio sistema difensivo.
Secondo un'altra teoria le fortezze ad anello sarebbero stati campi per le truppe usate da Sweyn Barbaforcuta nel suo attacco all'Inghilterra. Sweyn ed i suoi uomini saccheggiarono Londra nel 1013.